# Саравакски лангур
Саравакският лангур още саравакски сурили (Presbytis chrysomelas) е вид бозайник от семейство Коткоподобни маймуни (Cercopithecidae). Видът е критично застрашен от изчезване.

## Разпространение
Разпространен е в Бруней, Индонезия (Калимантан) и Малайзия (Саравак).